# Campagna di Francia, 1814
Campagna di Francia, 1814 (Campagne de France, 1814), anche noto come La campagna di Francia (La Campagne de France), è un quadro dipinto da Ernest Meissonier tra il 1860 e il 1864. Facente parte delle opere del suo ciclo napoleonico, con 1807, Friedland e La mattina di Castiglione (incompiuta), l'opera ritrae Napoleone I e il suo stato maggiore durante la campagna di Francia del 1814. Ritenuta l'opera più celebre di Meissonnier, la sua vendita nel 1890 raggiunse un prezzo da primato per un dipinto di un artista contemporaneo. Il quadro fa parte delle collezioni del museo d'Orsay.

## Storia
Esposto al Salone del 1864, il dipinto venne acquistato nel 1866 dal banchiere Gustave Delahante per 85.000 franchi. Nel 1890 Delahante lo diede a un mercante anonimo (noto dalle sue iniziali M. B.) per 500.000 franchi, che a sua volta rivendette il quadro ad Alfred Chauchard per 850.000 franchi, allora il prezzo più alto per una tela di un artista vivente. Lasciato in eredità da Chauchard al museo del Louvre, entrò nelle collezioni nel 1909, e nel 1986 venne assegnato al museo d'Orsay.

## Descrizione
(Gian-Luigi-Ernesto Meissonier: ricordi e colloqui preceduti da uno studio sulla vita e sulle opere, 1898, pp. 43-44.)
Napoleone e il suo stato maggiore sono rappresentati nella campagna sciampagnese innevata e fangosa. Oltre all'imperatore, si riconoscono il maresciallo Ney, Berthier, Drouot, Flahaut e Gourgaud.
Il dipinto è abbastanza piccolo per un soggetto militare. Charles Blanc disse che Meissonier "dipingeva grandemente nel piccolo". In effetti, l'artista vi rappresentò anche i dettagli più piccoli come quelli della barba di Napoleone o le vene delle gambe dei cavalli.